# Pullman Hotels and Resorts
Pour les articles homonymes, voir Pullman.
Pullman Hotels and Resorts est une marque d'hôtels de luxe basée à Paris en France, et détenue par le groupe Accor. Tirant son nom des wagons Pullman, l’enseigne Pullman Hotels apparaît à la fin des années 1980, disparaît progressivement dans les années 1990 après son rachat par le groupe Accor, puis est réactivée en 2007 et orientée vers le tourisme d'affaires. Pullman compte 117 hôtels dans 33 pays.

## Histoire

### Des wagons-lits aux hôtels de luxe
Les hôtels Pullman tirent leurs origines des wagons-lits Pullman qui connurent leur heure de gloire dans la première moitié du XXe siècle. Initialement développé par l’industriel américain George Pullman, le concept de wagons-lits est importé en Europe par la Compagnie internationale des wagons-lits (CIWL). En 1919, la CIWL lance les wagons Pullman pour les voyages de plaisance haut-de-gamme sur les voies ferrées françaises et européennes. Comme beaucoup de sociétés de transport, la CIWL développe aussi son propre parc d’hôtels, et regroupe en 1987 ses hôtels de luxe sous l’enseigne Pullman International Hotels.
En 1991, le groupe Accor rachète la CIWL et ses 66 hôtels Pullman, dont la gestion est alors couplée à celle des 49 hôtels Sofitel du groupe. L’hôtel Métropole à Hanoï ouvre en 1992 sous le nom éphémère de Pullman Hotel Metropole car à partir de 1993, Accor choisit de progressivement faire passer tous les hôtels Pullman sous l’enseigne Sofitel.

### Réactivation de la marque Pullman
En 2007, Gilles Pélisson profite de la réduction du parc hôtelier prévu dans la nouvelle stratégie de Sofitel pour réactiver la marque Pullman et l’orienter vers une clientèle d’affaires haut de gamme. Le groupe annonce un développement rapide avec l’ouverture de 45 adresses dès la fin de l’année suivante,.
Le réseau hôtelier cédé à Pullman Hotels pour se lancer fait l’objet d’une rénovation progressive. En 2011, le Méridien Montparnasse devient l'Hôtel Pullman Paris Montparnasse, le 4e hôtel de l’enseigne à Paris. Pullman Hotels fait son entrée au Brésil et en Indonésie  en 2011, au Royaume-Uni en septembre 2012, et ouvre 10 hôtels en Australie entre 2011 et 2012.
En 2013, 79 hôtels Pullman ont ouvert dans 23 pays. En octobre 2013, l’enseigne fait son entrée en Belgique avec l’ouverture du Pullman Brussels Midi. En janvier 2015, l’hôtel Park Lane de Hong Kong est repris par Pullman et devient sa 50e adresse dans la région Asie-Pacifique. En juillet 2015, Pullman annonce son entrée en RDC avec l’ouverture du Pullman Kinshasa Grand Hôtel, ainsi que son entrée au Cameroun, avec le Pullman Douala Rabingha, portant à 6 le nombre de Pullman en Afrique, contre 13 en Océanie, 40 dans la région EMEA, et 93 à l’international,. Fin 2015, le Pullman Cayo Coco ouvre ses portes à Cuba. En janvier 2016, Pullman inaugure sa 100e adresse avec le Pullman Delhi Aerocity en Inde. 
En 2017, Pullman Hotels ouvre le Pullman Bakou, sa première adresse en Azerbaïdjan, puis annonce l'ouverture de son premier hôtel japonais pour 2018. 

### Identité visuelle (logotype)

Logo de Pullman de 2007 à 2013.
Logo de Pullman depuis 2013.

## Activités
Pullman Hotels and Resorts est composé de plus de 117 hôtels dans 33 pays. L’entreprise est basée à Paris en France. Pullman fait partie du portfolio de marques d’hôtels premium du groupe Accor.

## Propriétés
Les propriétés Pullman Hotels & Resorts :
| Photo des propriétés | Nom                                   | Ville             | Pays        | Géré par Pullman depuis |
| -------------------- | ------------------------------------- | ----------------- | ----------- | ----------------------- |
|                      | Pullman London St Pancras             | Londres           | Royaume-Uni | 2012                    |
|                      | Pullman Paris Montparnasse            | Paris             | France      |                         |
|                      | Pullman Paris Centre Bercy            | Paris             | France      |                         |
|                      | Pullman Paris La Défense              | Courbevoie        | France      |                         |
|                      | Pullman Paris Roissy CDG Airport      | Roissy en France  | France      |                         |
|                      | Pullman Paris Tour Eiffel             | Paris             | France      | 2009                    |
|                      | Pullman Toulouse Centre Ramblas       | Toulouse          | France      |                         |
|                      | Pullman Toulouse Airport              | Blagnac           | France      |                         |
|                      | Pullman Montpellier Antigone          | Montpeller        | France      |                         |
|                      | Pullman Cannes Mandelieu Royal Casino | Cannes            | France      |                         |
|                      | Pullman Bordeaux Aquitania            | Bordeaux          | France      |                         |
|                      | Pullman Lyon                          | Lyon              | France      | 2024                    |
|                      | Pullman Phuket Arcadia Naithon Beach  | Phuket            | Thaïlande   | 2013                    |
|                      | Pullman Park Lane Hong Kong           | Hong Kong         | Chine       |                         |
|                      | Pullman Shanghai South                | Shanghai          | Chine       | 2014                    |
|                      | Pullman Hanoi                         | Hanoï             | Viêt Nam    | 2012                    |
|                      | Pullman Saigon Centre                 | Hô Chi Minh-Ville | Viêt Nam    | 2013                    |
|                      | Pullman Vung Tau                      | Vũng Tàu          | Viêt Nam    | 2015                    |
|                      | Pullman Sao Paulo Vila Olimpia        | São Paulo         | Brésil      |                         |

### Pages liées
- Accor
- Wagons-lits Pullman